# بالچر (تگزاس)
بالچر (به انگلیسی: Bulcher) یک منطقهٔ مسکونی در ایالات متحده آمریکا است که در شهرستان کوک، تگزاس واقع شده‌است. بالچر ۶ نفر جمعیت دارد.